# Justicia balansae
Justicia balansae är en akantusväxtart som beskrevs av Gustav Lindau. Justicia balansae ingår i släktet Justicia och familjen akantusväxter. Inga underarter finns listade i Catalogue of Life.